# بید (مهاراشترا)
بید (به انگلیسی: Beed) یک منطقهٔ مسکونی در هند است که در Beed district واقع شده‌است. بید ۴۵ کیلومتر مربع مساحت و ۱۴۶٬۷۰۹ نفر جمعیت دارد و ۵۱۵ متر بالاتر از سطح دریا واقع شده‌است.